# Теранезія
Теранезія (англ. Teranesia) — науково-фантастичний роман Грега Ігена. Роман став переможцем премії «Дітмар», але автор відмовився приймати цю нагороду.

## Загальна характеристика
Роман досліджує незвичний зв'язок між молекулярною генетикою та квантовими обчисленнями, критикуючи частину того, що він розглядає надмірності постмодернізму. Однак більшість роману зосереджується на майбутній політиці південно-східної Азії (Еган критикує індонезійський імперіалізм та політику австралійського режиму щодо біженців), дитинство в умовах репресій, еволюційна біологія та академічне життя. Як і зазвичай у книгах Егана, певна увага приділяється сексуальності: це один з небагатьох випадків, коли основним персонажем є гей.